# Nicole Rolser
Nicole Rolser (* 7. Februar 1992 in Ochsenhausen) ist eine ehemalige deutsche Fußballspielerin, die zuletzt beim FC Bayern München unter Vertrag stand.

## Karriere

### Vereine
Rolser begann beim SV Mietingen in der gleichnamigen Gemeinde im Landkreis Biberach mit dem Fußballspielen und war später – bis 2008 – beim VfL Munderkingen im gleichnamigen Ort im Alb-Donau-Kreis aktiv. Zur Saison 2008/09 wurde sie vom Zweitligisten VfL Sindelfingen verpflichtet. Bei ihrer Premiere im Seniorenbereich erzielte sie 13 Tore in 17 Ligaspielen. Zur Saison 2010/11 verpflichtete sie der Bundesligist SC 07 Bad Neuenahr, bei dem sie auf Anhieb Stammspielerin wurde und in 21 Ligaspielen zehn Tore erzielte. Ihr Debüt krönte sie am 15. August 2010 (1. Spieltag) beim 4:3-Sieg im Heimspiel gegen die SG Essen-Schönebeck mit dem Führungstreffer zum zwischenzeitlichen 3:2 in der 63. Minute.
Nachdem sie im Dezember 2012 einen Vertrag beim englischen Erstligisten Liverpool LFC unterzeichnet hatte, kam sie für diesen am 14. April 2013 (1. Spieltag) beim 1:0-Sieg im Auswärtsspiel gegen  Notts County in der FA WSL zu ihrem Debüt. In Liverpool avancierte sie zur Stammspielerin und hatte mit zehn Toren in 14 Erstligaspielen Anteil am Gewinn der Meisterschaft 2013. Im März 2014 zog sie sich während der Saisonvorbereitung erneut einen Kreuzbandriss zu, fiel lange aus und kam lediglich am 5. und 12. Oktober 2014 in zwei Ligaspielen zum Einsatz. Zur Saison 2015/16 wurde sie – nach Deutschland zurückgekehrt – vom FC Bayern München verpflichtet und erhielt einen bis zum 30. Juni 2017 gültigen Vertrag. Ihr Bundesligadebüt für den FC Bayern München gab sie am 28. August 2015 (1. Spieltag) beim 3:1-Sieg im Heimspiel gegen den 1. FFC Turbine Potsdam mit Einwechslung für Vivianne Miedema in der 82. Minute. Ihr erstes Pflichtspieltor für die Bayern gelang ihr am 18. Oktober 2015 (6. Spieltag). Es war zum einen das früheste der Saison – erzielt in der ersten Minute –, zum anderen das siegbringende im Heimspiel gegen den SC Freiburg. Nach der Saison 2019/20 beendete Rolser ihre aktive Fußballkarriere.

### Nationalmannschaft
Im Gegensatz zu ihrer Schwester Nadine durchlief Nicole die Nachwuchsmannschaften des DFB. Ihr Debüt im Nationaltrikot gab sie am 11. April 2007 beim 2:0-Sieg gegen die Auswahl Englands. Ihr erstes Länderspieltor erzielte sie am 13. August 2007 beim 3:0-Sieg gegen die Auswahl Dänemarks mit dem Treffer zum 2:0 in der 18. Minute.
Ihr Debüt für die U-16-Nationalmannschaft am 30. Oktober 2007 beim 7:0-Sieg gegen die Auswahl Frankreichs krönte sie gleich mit ihren ersten beiden Toren, dem Führungstreffer in der 4. Minute und dem 3:0 in der 22. Minute. Mit dieser Auswahlmannschaft, deren Rekordtorschützin sie mit neun Länderspieltoren ist, gewann sie 2008 das Turnier um den Nordic Cup.
Sie gehörte im selben Jahr zum Mannschaftskader, der bei der U-17-Weltmeisterschaft Dritter wurde. Ein Jahr später war sie wiederum mit den U-17-Juniorinnen bei der Europameisterschaft erfolgreich. Beim 1:0-Sieg gegen die Auswahl Schwedens am 27. Oktober 2009 gab sie ihr Debüt in der U-19-Nationalmannschaft und erzielte am 5. März 2010 im Turnier in La Manga bei der 1:4-Niederlage gegen die Auswahl Englands mit dem Treffer zum zwischenzeitlichen 1:1 in der 65. Minute ihr erstes Länderspieltor für diese Auswahlmannschaft.
2010 nahm sie an der U-19-Europameisterschaft in Mazedonien teil, bei der die Mannschaft das Halbfinale erreichte. Bei der U-19-Europameisterschaft 2011 war sie Teil der siegreichen Mannschaft, zog sich jedoch im zweiten Gruppenspiel, beim 1:0-Sieg gegen die Auswahl Spaniens, einen Kreuzbandriss zu.
Ihr Debüt in der U-20-Nationalmannschaft gab sie am 9. Februar 2012 beim 1:1-Unentschieden gegen die Auswahl Norwegens im Rahmen des „Vier-Nationen-Turniers“ in La Manga. Vier Tage später erzielte sie beim 5:0-Sieg gegen die Auswahl der Schweiz ihr erstes Länderspieltor in dieser Altersklasse. Im selben Jahr gehörte sie auch dem Kader an, der bei der U-20-Weltmeisterschaft in Japan erst im Finale – nach fünf Turnierspielen ohne Gegentor – mit 0:1 gegen die Auswahl der Vereinigten Staaten bezwungen wurde. Am 4. September 2018 debütierte sie für die A-Nationalmannschaft, die in Tórshavn im letzten Gruppen- und Qualifikationsspiel für die vom 7. Juni bis 7. Juli 2019 in Frankreich stattfindende Weltmeisterschaft mit 8:0 über die Nationalmannschaft Färöers gewann; sie wurde für Turid Knaak zur zweiten Spielhälfte eingewechselt.

## Erfolge
- Englischer Meister 2013, 2014
- Zweiter der U-20-Weltmeisterschaft 2012
- U-19-Europameister 2011
- U-17-Europameister 2009
- Dritter der U-17-Weltmeisterschaft 2008
- Nordic-Cup--Sieger 2008
- Deutscher Meister 2016
- DFB-Pokal-Finalist 2018

## Sonstiges
Nicole Rolser studierte an der SRH Fernhochschule Riedlingen Betriebswirtschaft.
Sie arbeitet im Nachwuchsleistungszentrum bei der SpVgg Unterhaching.
2019 übernahm Rolser die Schirmherrschaft des Mädchenturniers des Merkur Cup.